# Expedició de Braddock
L'Expedició Braddock  o Campanya de Braddock  forma part del conflicte de la Guerra Franco-Índia, i va ser un intent fallit de Regne de la Gran Bretanya de capturar Fort Duquesne durant l'estiu de 1755. L'expedició pren el nom del general Edward Braddock, qui va dirigir les tropes angleses i va morir a l'expedició. La derrota de Braddock al riu Monongahela va ser el major contratemps britànic en el començament de la guerra contra França.

## Rerefons
L'expedició d'Edward Braddock va ser una més de les ofensives britàniques contra els francesos durant l'estiu de 1755. En ser el comandant en cap de l'exèrcit britànic a Amèrica, el general Braddock va dirigir al major grup, comandant a dos regiments i 500 soldats i milicians de les colònies. En total, uns 1.800 homes. Amb tan gran nombre de gent, Braddock esperava poder prendre Fort Duquesne fàcilment, i després d'això prendre altres forts francesos fins a arribar a Fort Niagara. George Washington, que als seus 23 anys ja coneixia el territori, va acompanyar a Braddock com a ajudant de camp.
Braddock va intentar reclutar nadius americans que encara no s'haguessin aliat als francesos, però va ser un esforç inútil. Només va aconseguir que l'acompanyessin 8 indis Mingo com a guies. Molts dels nadius de la zona es van mantenir neutrals esperant el resultat dels primers combats, ja que no es podien permetre alinear en el bàndol perdedor. Per això, l'èxit o derrota de Braddock podia influir en les futures aliances.

## El recorregut de Braddock
L'expedició va sortir de Fort Cumberland, Maryland el 29 de maig de 1755. El trajecte va ser un gran repte de logística, ja que havien de moure un gran cos militar amb el seu equip, provisions i canons a través de les boscoses muntanyes Allegheny, a l'oest de Pennsilvània. El recorregut era d'aproximadament 180 quilòmetres. Per a això Braddock va rebre ajuda de Benjamin Franklin, que li va procurar carros i aliments. Entre els conductors dels carros, com a curiositat, anaven dos personatges que més tard es convertirien en grans personatges de la història americana: Daniel Boone i Daniel Morgan.
L'expedició va avançar lentament perquè Braddock va insistir a construir una carretera fins Fort Duquesne, avançant alguns dies un màxim de 4 km al dia. Per accelerar, Braddock va separar el grup en dos: una columna ràpida de 1.300 homes dirigida per ell mateix i una segona columna amb la major part dels queviures. Pel camí, van passar per Fort Necessity, on els francesos havien vençut a Washington l'estiu anterior. Durant tot el recorregut, petits grups de francesos i indis van atacar Braddock, però no van passar de ser petites escaramusses.

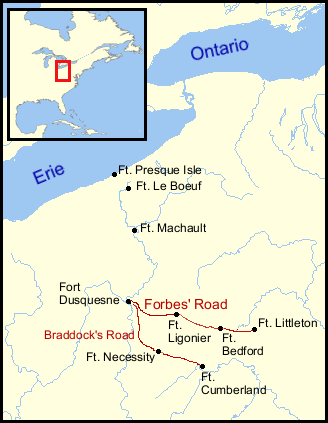
Expedicions Braddock (1755) i Forbes (1758)

A Fort Duquesne, la guarnició francesa consistia en 250 homes de la milícia del Canadà i 640 guerrers indis acampats fora del fort. Els nadius pertanyien a diferents tribus aliades als francesos: ottawes, ojibwes i potawatomis. El comandant francès, Daniel Liénard de Beaujeu, després de rebre informes dels indis que els anglesos es dirigien cap al seu fort, es va adonar que Fort Duquesne no podria aguantar els trets dels canons de Braddock. Per això va decidir preparar una emboscada contra l'exèrcit anglès quan estigués travessant el riu Monongahela. Els aliats indis, en un principi no estaven d'acord a atacar un grup enemic tan gran, però de Beaujeu, que anava a la batalla amb pintures de guerra índies, els va aconseguir convèncer.

## Batalla del riu Monongahela
El 9 de juliol els homes d'Edward Braddock van travessar el riu Monongahela a 15 km al sud de Fort Duquesne sense oposició. La unitat d'avançada del coronel Thomas Gage va començar a avançar i es va trobar de front amb els francesos i indis, que s'estaven precipitant cap al riu per a preparar l'emboscada. A l'aferrissat combat que va succeir després entre els homes de Gage i els francesos va morir el general Daniel Liénard de Beaujeu, encara que això no va suposar en principi cap influència en la moral francesa, ja que van seguir avançant. La batalla que va succeir va enfrontar a un regiment mixt de 900 francesos i indis i la impressionant columna de Braddock, formada per més de 1.300 homes.

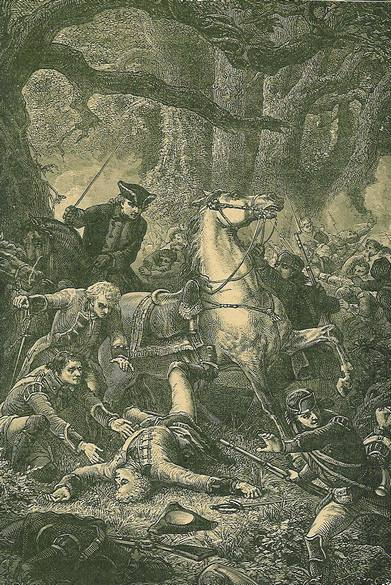
Mort de Braddock al Monongahela

Tot i haver-se pogut defensar en un principi, l'avançada de Gage va haver de retrocedir. En la fugida van xocar contra el cos principal de l'expedició, que s'havia avançat ràpidament en sentir els primers trets. Això va portar a un gran desordre a la columna, que van aprofitar francesos i indis per envoltar-los i atacar des dels arbres que envoltaven el camí. Un cop ja els havien envoltat, els francesos van començar a avançar i van fer retrocedir als anglesos.
Els oficials de Braddock van intentar en va reorganitzar al grup al camí, facilitant blancs de tir als francesos. Els anglesos van intentar fer servir els canons, però, en estar al bosc, el seu ús va ser ineficaç. La milícia colonial britànica no va aconseguir ni fugir ni tornar l'atac i a més, alguns dels anglesos que lluitaven des del bosc van ser confosos amb francesos i se'ls va atacar, causant nombroses baixes a les seves files.
Després d'una hora d'intens combat, Braddock va ser abatut d'un tret. George Washington, tot i no tenir cap lloc oficial a la cadena de comandament, va aconseguir imposar i mantenir l'ordre en les files a la rereguarda, de manera que va facilitar la retirada. Això li va fer guanyar el sobrenom d'Heroi de Monongahela i li va portar molta fama.
Al vespre, els britànics estaven fugint per la carretera que havien construït. Durant la fugida Braddock va morir per les seves ferides. El 13 de juliol va ser enterrat en les restes de Fort Necessity.

## Conseqüències
A la batalla van morir 456 britànics i gairebé el mateix nombre van resultar ferits. De les 50 dones que havien acompanyat al grup d'Edward Braddock com cuineres i infermeres, només van sobreviure 4. Els francesos només van patir 8 baixes i els indis 15.
El coronel Dunbar va prendre el control de l'expedició i va ordenar destruir els canons i queviures abans d'abandonar la posició. Els britànics van fugir, però en cap moment de deixar de ser bastant superiors en nombre als francesos, que no es van atrevir a perseguir. Encara que ells van dir que van aguantar diverses hores de combat abans de fugir, es creu que realment van començar la retirada gairebé en el mateix moment de començar els primers trets, però va durar diverses hores a causa del desordre.
Gràcies a la victòria a la batalla del Monongahela, els francesos es van assegurar el control temporal de l'Ohio Country i van mantenir durant un parell d'anys més el control del conflicte. Els nadius que havien resolt mantenir neutrals en el conflicte es van veure forçats a unir-se al bàndol francès, ja que, si no tenien el suport d'un exèrcit corrien el perill de ser atacats. Les tàctiques de guerra dels nadius eren molt més útils que les europees, el que va ser decisiu en els primers moments de la guerra.
El Fort Duquesne no va ser conquerit fins a l'expedició de Forbes a 1758.
La derrota de Braddock ha estat intensament estudiada, ja que va ser molt estrany que un exèrcit tan gran i ben preparat fos derrotat tan fàcilment.